# Caterina Banti
Caterina Banti (født 13. juni 1987) er en italiensk sejler.
Hun repræsenterede Italien under sommer-OL 2020 i Tokyo, hvor hun vandt guld i Nacra 17.